# Il ritorno di Lassie
Il ritorno di Lassie (Challenge to Lassie) è un film del 1949 diretto da Richard Thorpe. La pellicola è ispirata alla vera storia di un cane Greyfriars Bobby

## Trama
Lassie viene venduta a un pastore che la usa come cane per tenere a bada le pecore. Dopo la sua morte la bestiola ne veglia la tomba, ma poiché non appartiene a nessuno dovrebbe essere uccisa perché i cani non possono stare nel cimitero. Il parroco e alcuni fedeli la trarranno d'impaccio.